# Associazione Calcio Milan 1952-1953
Questa voce raccoglie le informazioni riguardanti l'Associazione Calcio Milan nelle competizioni ufficiali della stagione 1952-1953.

## Stagione
La stagione 1952-1953 vede un cambio di allenatore per i rossoneri: Mario Sperone prende il posto di Czeizler. Da Genoa, Padova e Como arrivano rispettivamente i centrocampisti Celestino Celio, Eros Beraldo e Franco Pedroni, mentre dalle giovanili vengono aggregati i difensori Francesco Zagatti e Alfio Fontana.

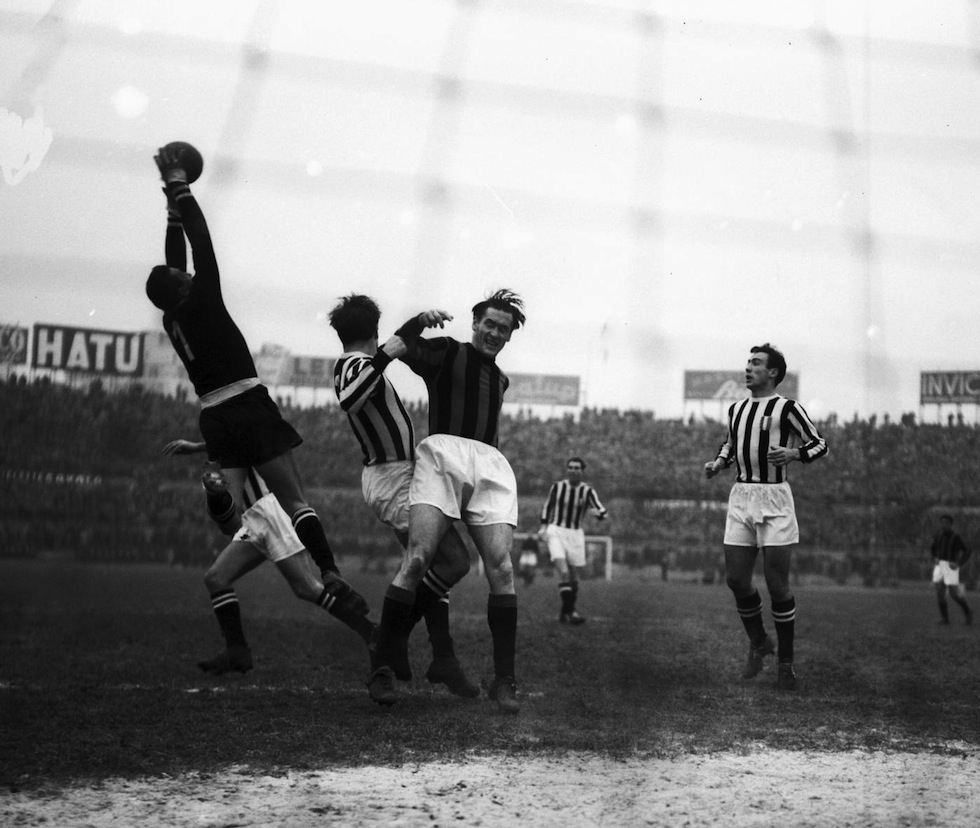
Nils Liedholm (al centro) in azione offensiva nell'area juventina durante la vittoriosa trasferta di Torino (3-0) del 7 dicembre 1952

Il Milan chiude il campionato al terzo posto alle spalle dell'Inter campione e della Juventus nonostante in rosa siano presenti molti nazionali. Con 26 reti Nordahl è di nuovo capocannoniere del torneo: questa è la terza volta che lo svedese vince la classifica dei migliori marcatori Pur non essendosi laureati campioni d'Italia, i rossoneri partecipano alla Coppa Latina in sostituzione del club torinese. Per tale competizione è Gunnar Gren a sedersi in panchina. La squadra viene sconfitta in finale: dopo aver superato in semifinale i padroni di casa dello Sporting Lisbona ai tempi supplementari, viene battuta 3-0 dallo Stade Reims.
La stagione 1952-1953 è l'ultima del trio Gre-No-Li: al termine della manifestazione europea infatti Gren lascia il Milan e passa alla Fiorentina.

## Divise
| Casa | Trasferta |

## Organigramma societario
Area direttiva
- Presidente: Umberto Trabattoni
- Vice presidenti: Mario Mauprivez e Antonio De Dionigi
- Segretario: Giannino Giannotti

Area tecnica
- Allenatore: Mario Sperone
Gunnar Gren (per la Coppa Latina)
- Allenatore in seconda: Giuseppe Santagostino
- Direttore tecnico: Antonio Busini
- Massaggiatore: Guglielmo Zanella

## Rosa
| N. |                   | Ruolo | Calciatore                 |
| -- | ----------------- | ----- | -------------------------- |
|    | Italia (bandiera) | P     | Lorenzo Buffon             |
|    | Italia (bandiera) | P     | Antonio Seveso             |
|    | Italia (bandiera) | D     | Alfio Fontana              |
|    | Italia (bandiera) | D     | Franco Pedroni             |
|    | Italia (bandiera) | D     | Arturo Silvestri           |
|    | Italia (bandiera) | D     | Germano Travagini          |
|    | Italia (bandiera) | D     | Francesco Zagatti          |
|    | Italia (bandiera) | C     | Carlo Annovazzi (capitano) |
|    | Italia (bandiera) | C     | Eros Beraldo               |
|    | Italia (bandiera) | C     | Celestino Celio            |

| N. |                   | Ruolo | Calciatore                   |
| -- | ----------------- | ----- | ---------------------------- |
|    | Svezia (bandiera) | C     | Nils Liedholm                |
|    | Italia (bandiera) | C     | Giancarlo Pistorello         |
|    | Italia (bandiera) | C     | Giuseppe Radaelli            |
|    | Italia (bandiera) | C     | Omero Tognon (vice capitano) |
|    | Italia (bandiera) | A     | Renzo Burini                 |
|    | Italia (bandiera) | A     | Amleto Frignani              |
|    | Svezia (bandiera) | A     | Gunnar Gren                  |
|    | Italia (bandiera) | A     | Angelo Longoni               |
|    | Svezia (bandiera) | A     | Gunnar Nordahl               |

## Calciomercato
| Acquisti | Acquisti          | Acquisti | Acquisti |
| R.       | Nome              | da       | Modalità |
| -------- | ----------------- | -------- | -------- |
| C        | Eros Beraldo      | Padova   | -        |
| C        | Celestino Celio   | Genoa    | -        |
| D        | Franco Danova     | Seregno  | -        |
| C        | Gianni Fermi      | Genoa    | -        |
| D        | Franco Pedroni    | Como     | -        |
| D        | Germano Travagini | Udinese  | -        |

| Cessioni | Cessioni            | Cessioni | Cessioni |
| R.       | Nome                | a        | Modalità |
| -------- | ------------------- | -------- | -------- |
| P        | Ezio Bardelli       | Como     | -        |
| D        | Andrea Bonomi       | Brescia  | -        |
| D        | Pietro Grosso       | Roma     | -        |
| D        | Emilio Lavezzari    | Seregno  | -        |
| C        | Enzo Menegotti      | Modena   | -        |
| A        | Mario Renosto       | Roma     | -        |
| D        | Carlo Scaccabarozzi | Padova   | -        |
| C        | Luciano Scroccaro   | Padova   | -        |
| A        | Giuseppe Secchi     | Padova   | -        |

## Risultati

### Serie A

#### Girone di andata
| Arbitro: | Orlandini (Roma) |

|                        |           |  |
| Pedroni 47’ Burini 87’ | Marcatori |  |

| Arbitro: | Pieri (Trieste) |

|  |           |            |
|  | Marcatori | 8’ Nordahl |

| Arbitro: | Massai (Pisa) |

|          |           |  |
| Gren 73’ | Marcatori |  |

| Arbitro: | Agnolin (Bassano del Grappa) |

|                |           |             |
| Galli 48’, 65’ | Marcatori | 33’ Nordahl |

| Arbitro: | Bellè (Venezia) |

|                           |           |              |
| Silvestri 85’ Nordahl 90’ | Marcatori | 68’ Bassetto |

| Arbitro: | Massai (Pisa) |

|           |           |              |
| Curti 32’ | Marcatori | 69’ Liedholm |

| Arbitro: | Massai (Pisa) |

|  |           |             |
|  | Marcatori | 85’ Lorenzi |

| Arbitro: | Occhinegro (Taranto) |

|                                          |           |  |
| Liedholm 46’ Nordahl 51’ Burini 60’, 75’ | Marcatori |  |

| Arbitro: | Pieri (Trieste) |

|                                               |           |                  |
| Jeppson 9’, 53’ Zagatti 60’ (aut.) Amadei 69’ | Marcatori | 34’, 88’ Nordahl |

| Arbitro: | Liverani (Torino) |

|  |           |          |
|  | Marcatori | 60’ Gren |

| Arbitro: | Bellè (Venezia) |

|                                 |           |              |
| Burini 17’ Gren 18’ Nordahl 49’ | Marcatori | 90’ Bredesen |

| Arbitro: | Massai (Pisa) |

|  |           |                               |
|  | Marcatori | 18’ Nordahl 41’, 76’ Frignani |

| Arbitro: | De Leo (Mestre) |

|                                                           |           |                        |
| Frignani 48’ Burini 63’ (rig.) Silvestri 88’ Liedholm 90’ | Marcatori | 53’ Gratton 74’ Origgi |

| Arbitro: | Rigato (Mestre) |

|                          |           |                |
| Nordahl 22’ Liedholm 50’ | Marcatori | 67’ Ghersetich |

| Arbitro: | Bellè |

|                    |           |              |
| Sentimenti III 10’ | Marcatori | 13’ Frignani |

| Arbitro: | Orlandini (Roma) |

|                    |           |  |
| La Forgia 10’, 87’ | Marcatori |  |

| Arbitro: | Corallo (Lecce) |

|                                              |           |              |
| Burini 24’, 28’ (rig.) Nordahl 39’, 74’, 90’ | Marcatori | 60’ Sørensen |

#### Girone di ritorno
| Arbitro: | Massai (Pisa) |

|                  |           |                   |
| Miglioli 6’, 77’ | Marcatori | 59’ (rig.) Burini |

| Arbitro: | Rigato (Mestre) |

|                                           |           |  |
| Nordahl 20’, 48’, 62’ Gren 35’ Burini 42’ | Marcatori |  |

| Arbitro: | Bellè (Venezia) |

|                     |           |             |
| Busnelli 38’ (rig.) | Marcatori | 83’ Longoni |

| Arbitro: | Agnolin (Bassano del Grappa) |

|                                    |           |                  |
| Nordahl 57’, 74’ Liedholm 60’, 86’ | Marcatori | 32’ Perissinotto |

| Arbitro: | Liverani (Torino) |

|                        |           |              |
| Righetto 45’ Conti 47’ | Marcatori | 59’ Frignani |

| Arbitro: | Marchese (Napoli) |

|                                   |           |              |
| Nordahl 5’, 28’, 65’ Radaelli 63’ | Marcatori | 59’ Sørensen |

| Arbitro: | Gemini (Roma) |

|  |           |   |
|  | Marcatori | . |

| Arbitro: | Agnolin (Bassano del Grappa) |

|  |           |              |
|  | Marcatori | 66’ Frignani |

| Arbitro: | Agnolin (Bassano del Grappa) |

|                         |           |                          |
| Nordhal 33’ Longoni 48’ | Marcatori | 10’ Vitali 34’ Formentin |

| Arbitro: | Corallo (Lecce) |

|  |           |   |
|  | Marcatori | . |

| Arbitro: | Piemonte (Monfalcone) |

|  |           |   |
|  | Marcatori | . |

| Arbitro: | Orlandini (Roma) |

|             |           |                          |
| Nordahl 14’ | Marcatori | 11’ Praest 69’ Boniperti |

| Arbitro: | Maurelli (Roma) |

|                              |           |             |
| Baldini 49’, 65’ Ghiandi 74’ | Marcatori | 84’ Nordahl |

| Arbitro: | Scaramella (Roma) |

|  |           |                      |
|  | Marcatori | 36’, 73’, 89’ Burini |

| Arbitro: | Maurelli (Roma) |

|                                                                             |           |           |
| Nordahl 41’ Annovazzi 42’ Burini 45’ Sentimenti III 51’ (aut.) Frignani 78’ | Marcatori | 84’ Buhtz |

| Arbitro: | Rigato (Mestre) |

|             |           |           |
| Nordahl 44’ | Marcatori | 57’ Bacci |

| Arbitro: | Corallo (Lecce) |

|           |           |            |
| Testa 41’ | Marcatori | 5’ Nordahl |

### Coppa Latina

#### Semifinali
| Arbitro: | Azon |

|                                             |           |                              |
| Nordahl 66’, 72’ Liedholm 96’ Frignani 118’ | Marcatori | 5’ Vasquez 89’, 106’ Martins |

#### Finale
| Arbitro: | Costa |

|                         |           |  |
| Kopa 31’, 74’ Appel 52’ | Marcatori |  |

## Statistiche

### Statistiche di squadra
| Competizione | Punti  | In casa | In casa | In casa | In casa | In casa | In casa | In trasferta | In trasferta | In trasferta | In trasferta | In trasferta | In trasferta | Totale | Totale | Totale | Totale | Totale | Totale | DR  |
| Competizione | Punti  | G       | V       | N       | P       | Gf      | Gs      | G            | V            | N            | P            | Gf           | Gs           | G      | V      | N      | P      | Gf     | Gs     | DR  |
| ------------ | ------ | ------- | ------- | ------- | ------- | ------- | ------- | ------------ | ------------ | ------------ | ------------ | ------------ | ------------ | ------ | ------ | ------ | ------ | ------ | ------ | --- |
| Serie A      | 43     | 17      | 12      | 3       | 2       | 45      | 15      | 17           | 5            | 6            | 6            | 19           | 19           | 34     | 17     | 9      | 8      | 64     | 34     | +30 |
| Coppa Latina | finale | -       | -       | -       | -       | -       | -       | 2            | 1            | 0            | 1            | 4            | 6            | 2      | 1      | 0      | 1      | 4      | 6      | -2  |
| Totale       | -      | 17      | 12      | 3       | 2       | 45      | 15      | 19           | 6            | 6            | 7            | 23           | 25           | 36     | 18     | 9      | 9      | 68     | 40     | +28 |

### Statistiche dei giocatori
| Giocatore     | Serie A  | Serie A | Coppa Latina | Coppa Latina | Totale   | Totale |
| Giocatore     | Presenze | Reti    | Presenze     | Reti         | Presenze | Reti   |
| ------------- | -------- | ------- | ------------ | ------------ | -------- | ------ |
| C. Annovazzi  | 28       | 1       | 2            | 0            | 30       | 1      |
| E. Beraldo    | 10       | 0       | 0            | 0            | 10       | 0      |
| L. Buffon     | 33       | -34     | 2            | -6           | 35       | -40    |
| R. Burini     | 31       | 13      | 2            | 0            | 33       | 13     |
| C. Celio      | 26       | 0       | 2            | 0            | 28       | 0      |
| A. Fontana    | 1        | 0       | 0            | 0            | 1        | 0      |
| A. Frignani   | 32       | 7       | 2            | 1            | 34       | 8      |
| G. Gren       | 29       | 4       | 2            | 0            | 31       | 4      |
| N. Liedholm   | 30       | 6       | 2            | 1            | 32       | 7      |
| A. Longoni    | 8        | 2       | 0            | 0            | 8        | 2      |
| G. Nordahl    | 32       | 26      | 2            | 2            | 34       | 28     |
| F. Pedroni    | 21       | 1       | 0            | 0            | 21       | 1      |
| G. Pistorello | 5        | 0       | 0            | 0            | 5        | 0      |
| G. Radaelli   | 3        | 1       | 0            | 0            | 3        | 1      |
| A. Seveso     | 1        | 0       | 0            | 0            | 1        | 0      |
| A. Silvestri  | 27       | 2       | 2            | 0            | 29       | 2      |
| O. Tognon     | 27       | 0       | 2            | 0            | 29       | 0      |
| G. Travagini  | 5        | 0       | 0            | 0            | 5        | 0      |
| F. Zagatti    | 25       | 0       | 2            | 0            | 27       | 0      |